# Chapelle-des-Bois
 Chapelle-des-Bois  es una comuna y población de Francia, en la región de Franco Condado, departamento de Doubs, en el distrito de Pontarlier y cantón de Mouthe.
Su población en el censo de 1999 era de 244 habitantes.
Está integrada en la Communauté de communes des Hauts du Doubs .

## Demografía
| 174 | 179 | 165 | 217 | 202 | 244 |
| Para los censos de 1962 a 1999 la población legal corresponde a la población sin duplicidades (Fuente: INSEE [Consultar]) |     |     |     |     |     |